# Cyanopepla parvistria
Cyanopepla parvistria là một loài bướm đêm thuộc phân họ Arctiinae, họ Erebidae.